# Euclide de Mégare
Pour les articles homonymes, voir Euclide (homonymie).
Euclide de Mégare (v. 450 av. J.-C. - v. 366 av. J.-C.) était un philosophe de la Grèce antique de l'école socratique. Il est principalement connu pour avoir fondé l'école philosophique de Mégare, vers -405. Il fut confondu avec son homonyme, le célèbre mathématicien Euclide, par les éditeurs et traducteurs des Éléments au Moyen Âge et à la Renaissance.

## Sources antiques
Les mentions d'Euclide de Mégare dans les textes conservés de l'antiquité sont paradoxalement peu nombreuses. Selon l'helléniste Robert Muller, « bien que fondateur d'une école réputée et lui-même très favorablement jugé, il est assez mal servi par nos sources ».
Les informations les plus anciennes se trouvent dans deux dialogues de Platon. Le Phédon indique que Euclide était présent lors de la mort de Socrate. Il joue un rôle important dans le Théétète, en tant que transcripteur du dialogue qui lui a été initialement rapporté par Socrate. Ces deux occurrences attestent de relations amicales et familières entre Socrate et Euclide et, vraisemblablement, entre Platon et Euclide. Un récit d'Hermodore de Syracuse relatait d'ailleurs un séjour d'Euclide chez Platon.
Dans ses Vies et doctrines des philosophes antiques, le doxographe Diogène Laërce consacre une biographie plutôt brève à Euclide. Il s'appuie sur des sources plus anciennes, aujourd'hui disparues : le récit d'Hermodore de Syracuse, les Successions des philosophes d'Alexandre Polyhistor et des vers de Timon de Phlionte.
Les autres sources antiques conservées sont très furtives. Elles font état de considérations générales sur le caractère d'Euclide (c'est notamment le cas de quelques brèves mentions dans les Lettres socratiques) ou d'anecdotes incertaines (en particulier une anecdote célèbre figurant chez Aulu-Gelle).

## Biographie

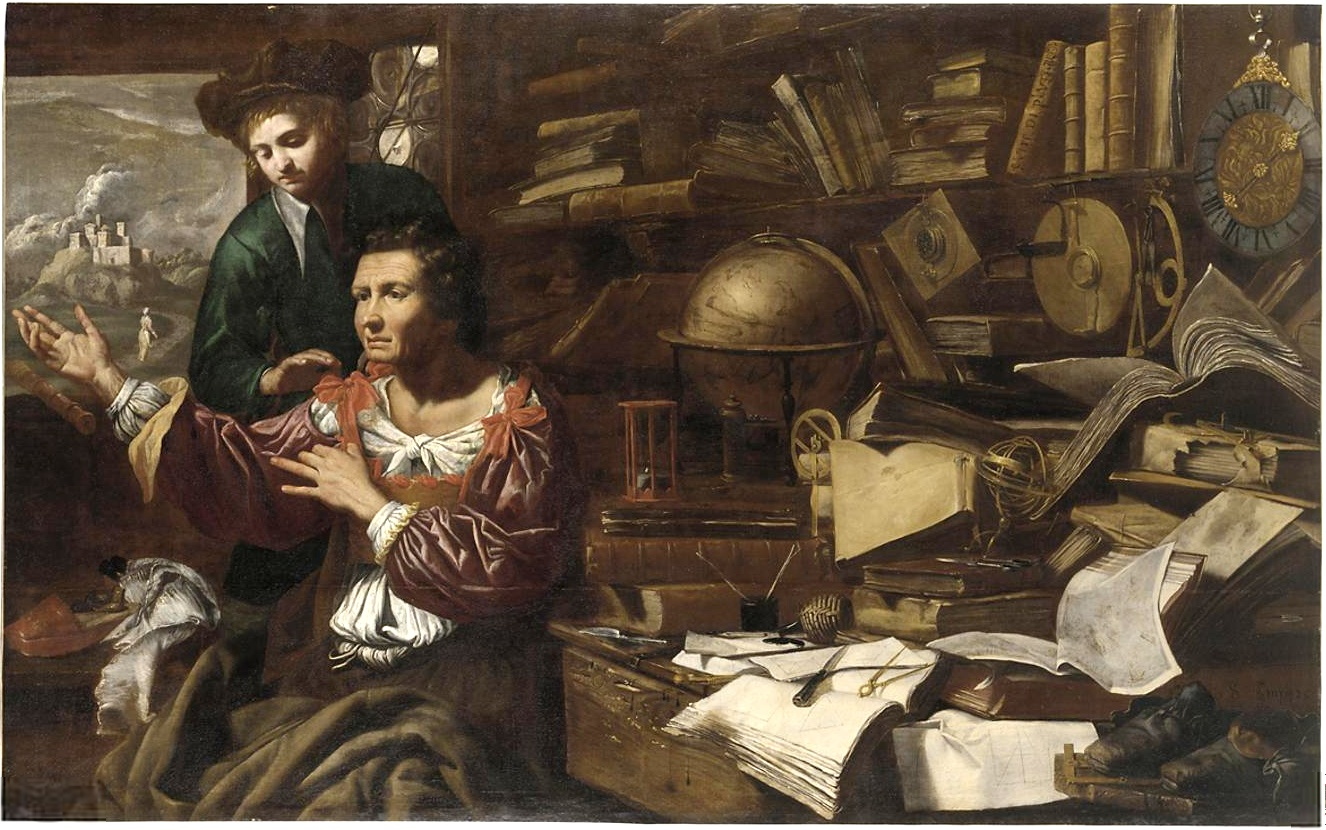
Euclide de Mégare s'habille en femme pour aller écouter les leçons de Socrate à Athènes de Domenico Maroli, selon une anecdote d'Aulu-Gelle ; la présence d'instruments scientifiques s'explique par la confusion, encore fréquente au XVIIe siècle, avec le mathématicien Euclide, l'auteur des Éléments.

Euclide est né à Mégare pendant ou juste avant la seconde moitié du Ve siècle. La date de 450 est souvent retenue comme une approximation plausible.

### Le disciple de Socrate
Une anecdote mentionnée dans les Nuits attiques d'Aulu-Gelle suggère qu'il devient disciple de Socrate dès la fin de la décennie 430. À la suite du déclenchement de la guerre du Péloponnèse, les autorités athéniennes passent un décret interdisant aux habitants de Mégare de pénétrer dans l'enceinte de la cité. Afin de pouvoir y entrer clandestinement pour suivre les cours de Socrate, Euclide se costume en femme. Cette anecdote a inspiré quelques peintres dont Domenico Maroli (1612-1676).
L'anecdote d'Aulu-Gelle reste sujette à caution. Pour Karl Döring, elle est déconsidérée par son caractère édifiant et par ses implications sur la chronologie d'Euclide. Pour suivre une formation philosophique dès la fin de la décennie 430, Euclide doit être né au plus tôt au milieu du Ve siècle. Or, son décès survient vraisemblablement entre 369 et 366. Une vie aussi longue serait peu probable. Döring préfère ignorer complètement l'anecdote et privilégie une date de naissance pour Euclide aux alentours de 435. Dans une recension de l'édition des fragments mégariques de Karl Döring, Karl von Fritz conteste cette datation. Il souligne que la longue vie d'Euclide ne serait pas une anomalie : Platon, Démocrite ou Isocrate ont vécu plus de quatre-vingt ans. Il relève plusieurs éléments étayant l'ancienneté d'Euclide, qui semble avoir été l'un des premiers disciples de Socrate. Robert Muller invoque également le fait que l'école de Mégare a été fondée avant l'académie de Platon et qu'il s'agit peut-être de la plus ancienne école socratique. Tous ces éléments confortent l'hypothèse d'une naissance vers 450 et rendent possible l'anecdote d'Aulu-Gelle, sans la confirmer pour autant.
Euclide est traditionnellement considéré comme un ancien disciple de Parménide qui se serait ultérieurement rapproché de Socrate. Cette interprétation est étayée par une courte indication de Diogène Laërce (« il pratiquait les écrits de Parménide ») et par la proximité, souvent relevée par les sources anciennes, entre la philosophie de Parménide et l'école mégarique. Elle a pourtant été mise en cause par Kurt von Fritz. L'indication de Diogène Laërce n'implique en aucun cas qu'Euclide ait été disciple de Parménide : il l'a certainement étudié, mais cette étude a pu se faire parallèlement à sa formation socratique. Inversement, la plupart des témoignages existants convergent pour souligner l'intensité des liens philosophiques et personnels entre Euclide et Socrate. Les convergences avec la philosophie de Parménide restent toujours possibles. Elles sont d'ailleurs attestées dans l'œuvre d'un autre disciple de Socrate, Platon.

### La fondation de l'école mégarique
Euclide fonde une école socratique à Mégare dans les années précédant ou suivant la mort de Socrate. Il assiste à la mort de Socrate. Le Phédon (59, b-c) le mentionne parmi les étrangers présents : « Simmias le thébain, notamment, et Cébès, et Phédondès ; venus de Mégare, Euclide et Terpsion ».
À la suite de la disparition de son maître, Euclide retourne à Mégare. Il ne part pas seul. Craignant pour leur vie, plusieurs socratiques, dont Platon, s'y réfugient temporairement. Ce refuge accrédite l'hypothèse d'une école déjà existante et organisée. Avant leur retour à Athènes, les exilés ont d'ailleurs pu être imprégnés des thèses d'Euclide. Muller relève ainsi que « certains veulent que le séjour de Platon ait duré assez longtemps, suffisamment en tout cas pour que sa pensée et notamment ses premiers dialogues en aient été marqués ». Dans son introduction à l'édition des Belles Lettres de l’Hippias Majeur Maurice Croiset estime que le style du dialogue « semble trahir l'influence récente de Mégare ». Par-delà les effets hypothétiques de ce séjour, Platon reste durablement en contact avec Euclide.
L'organisation de l'école mégarique reste méconnue. Elle semble avoir été assez lâche. Par contraste avec l'école platonicienne ou aritotélicienne, elle n'est pas centrée autour d'une institution pérenne comme l'Académie ou le Lycée. La doctrine philosophique des mégariques n'a pas fait l'objet d'une formulation systématique et demeure assez ouverte. Pour autant, Robert Muller récuse certaines conceptions négatives de l'école de Mégare qui, à l'instar du scepticisme, se serait contentée d'une évaluation critique sans aucun apport propre des principales théories philosophiques de son temps. L'attention portée aux enjeux de la dialectique semble avoir débouché sur une authentique théorie logique.
Au fil des années, Euclide est parvenu à fédérer un cercle de disciples assez large. Il semble avoir formé directement Eubulide de Milet et peut-être Ichtyas. En tout et pour tout, une dizaine de philosophes ont été rattachés à l'école mégarique : Diodore Cronos, Ichtyas (déjà cité), Pasiclès, Thrasymaque de Corinthe, Clinomaque, Eubulide, Stilpon, Apollonios Cronos, Euphante, Bryson d'Achaïe et Alexinos.
L'identité du successeur d'Euclide à la tête de l'école n'est pas assurée. Diogène Laërce identifie sans ambiguïté Eubulide de Milet, qui aurait été suivi d'Ichtyas, Clinomaque et Stilpon. Pour la Souda, Ichtyas serait le premier successeur. Ces indications contradictoires n'ont peut-être pas lieu d'être. En raison de son caractère en partie informel, l'école mégarique ne s'est peut-être jamais dotée d'un chef, même si certaines personnalités charismatiques (notamment Eubulide et Stilpon) ont pu en assumer le rôle.

## Philosophie
Pour Euclide, il est impossible pour la raison d'appréhender le devenir. Sa philosophie était une synthèse de l’éléatisme et du socratisme. Il s’identifiait avec l’idée éléatique du Un par l’idée du Bien de Socrate. Parce que ces doctrines peuvent contredire la réalité empirique, ils appliquèrent la logique et le raisonnement rationnel pour le réfuter. Le problème des mégariques (appelé aussi néo-éléates) est de se demander ce qu’on peut dire de l’Être. Peut-on dire autre chose que « il est » ? L’Être ne peut être saisi par les sens. Il est le Bien, l’Un, éternel et indivisible. Le contraire du Bien est un ensemble d’apparences (qui n’ont donc pas d’existence) appelé le non-être. Lorsque nous avons un projet, il faut veiller à ce que l’objet de nos désirs soit l’Être et non le paraître.

## Postérité
L'école mégarique cesse apparemment d'exister après le IIIe siècle av. J.-C. : aucun de ses représentants n'est attesté après cette date. Pour autant l'approche philosophique initiée par Euclide n'a pas disparu. Elle a été perpétuée par d'autres traditions intellectuelles. Membre éminent de l'école mégarique, Stilpon comptait notamment Zénon de Cition parmi ses disciples. Le fondateur du stoïcisme s'est ainsi directement inspiré des apports des mégariques pour développer ses propres conceptions.
Des pièces de monnaie émises par Mégare au Ier siècle av. J.-C. représenteraient peut-être Euclide. Elles figurent un homme barbu portant des boucles d'oreilles. En l'absence de toute autre explication pertinente, cette représentation fait écho à l'anecdote rapportée par Aulu-Gelle d'un Euclide se costumant en femme pour assister aux enseignements de Socrate. Ainsi « l'hypothèse mérite d'être retenue, et montrerait une fois de plus l'importance d'un philosophe comme image de marque de sa ville d'origine ».

## Œuvre
Selon Diogène Laërce et la Souda, Euclide serait l'auteur des six dialogues suivants : 
- Lamprias (Λαμπρίας)
- Eschine (Αἰσχίνης)
- Phénix (Φοῖνιξ)
- Criton (Κρίτων)
- Alcibiade (Ἀλϰιϐιάδης)
- Sur l'amour (Ἐρωτιϰός)

La Souda fait également état d'« autres ouvrages », sans les nommer.
Ces dialogues n'ont pas été conservés. Certaines sources antiques ont douté de leur authenticité. D'après Diogène Laërce (II, 64), Panétios de Rhodes estime que, de tous les dialogues socratiques « sont vrais ceux de Platon, Xénophon, Antisthène, Eschine ; il doute de ceux de Phédon et d'Euclide ; quant aux autres ils les rejettent tous ».
Les rares fragments conservés accréditent plutôt la thèse de l'authenticité. Le catalogue d'une bibliothèque d'Athènes datant approximativement de 100 av. J-C mentionne le dialogue Eschine. On trouve également des extraits non identifiés d'Euclide dans l'anthologie de Stobée, et dans les écrits d'Hésychius, Pollux et Censorinus.
À partir de ce matériau très restreint, Livio Rossetti a tenté de reconstruire le contenu d'une des œuvres d'Euclide, l’Eschine. Il postule l'existence d'un dialogue inconnu qui rendrait compte des derniers jours de Socrate et dont on retrouverait des traces dans l'Apologie de Xénophon ou chez Diogène Laërce. Ce dialogue inconnu pourrait être identifié à Eschine.
En 1843, le philosophe et professeur de philosophie Désiré Henne a tenté d'attribuer à Euclide la quasi-totalité du Théétète de Platon. Selon Robert Müller, cette « hypothèse hardie » n'a pas été retenue par les recherches ultérieures.

#### Sources anciennes
- Diogène Laërce, Vies, doctrines et sentences des philosophes illustres [détail des éditions] (lire en ligne) (II, 106-112)
- Diogène Laërce, Vie et doctrine des philosophes illustres, Le Livre de poche, 1999, 1400 p. (ISBN 978-2-253-13241-7) .
- Platon et Luc Brisson (directeur), Œuvres complètes, Paris, Flammarion, 2008
- [Döring 1972] (de) Karl Döring, Die Megariker : kommentierte sammlung der testimonien von Klaus Döring, Grüner, 1972, 187 p.
- [Muller 1982] Robert Muller, Les Mégariques. Fragments et témoignages, Vrin, 1982, 258 p. (traduction du recueil de Karl Döring)

#### Études modernes
- [Muller 1988] Rober Muller, Introduction à la pensèe des Mégariques, Paris, Vrin, 1988
- [Muller 2000] Robert Muller, « Euclide de Mégare », dans Richard Goulet (dir.), Dictionnaire des philosophes antiques, t. III, Paris, CNRS éditions, 2000, 272-277 p.
- [Fritz 1978] (de) Kurt von Fritz, Schriften zur griechischen Logik, vol. II, Frommann-Holboog, 1978, p. 93-100 (sur Klaus Döring: Die Megariker).
- [Mates 1953] (en) Benson Mates, Stoic Logic, Berkeley, University of California Press, 1953